# Teteringse Heide

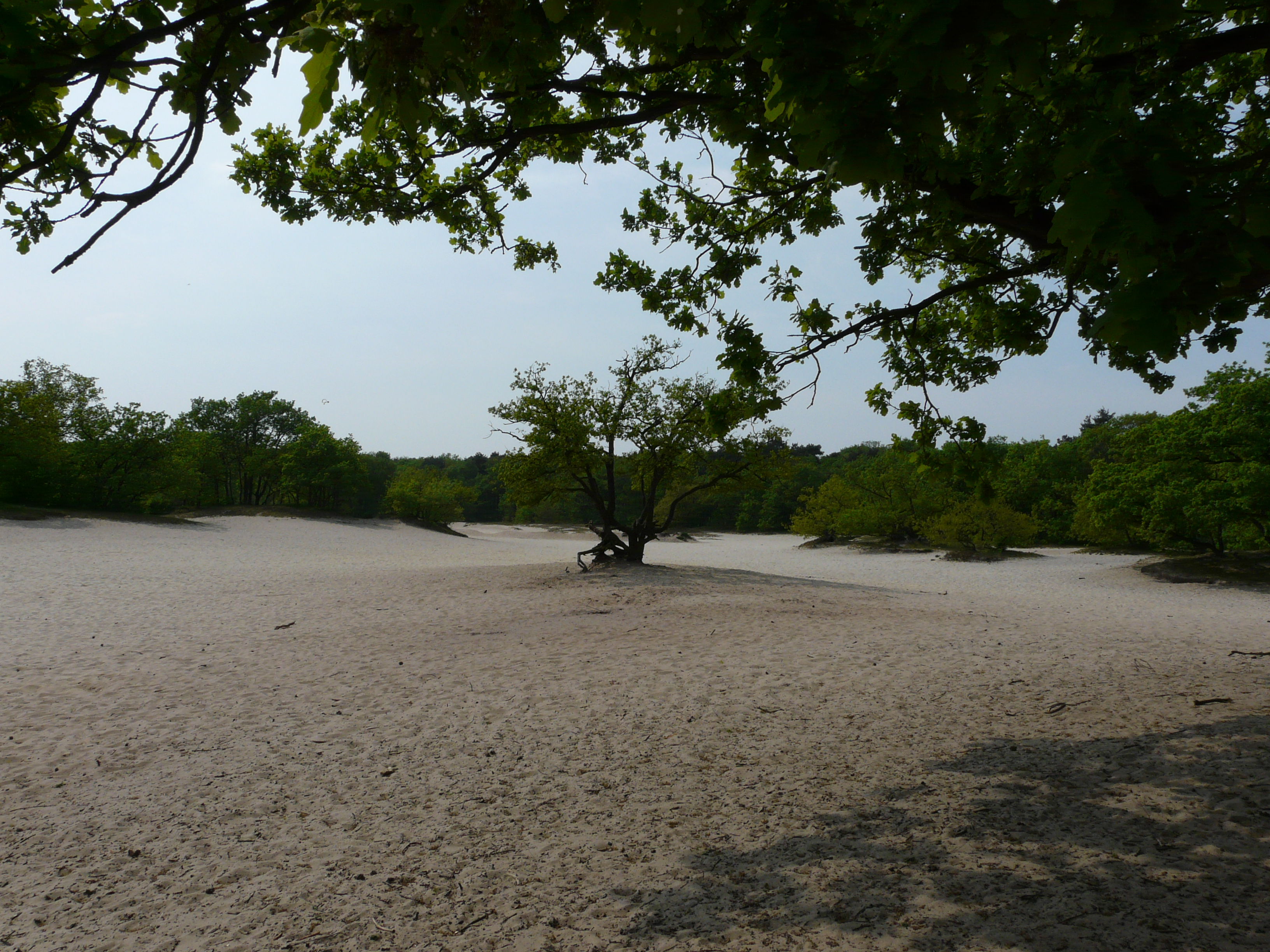
zandverstuiving Cadettenkamp

De Teteringse Heide is een natuurgebied ten oosten van Teteringen, een voormalig kerkdorp in de gemeente Breda.
Het gebied omvat 95 ha. Het zuidelijk deel ervan wordt Cadettenkamp genoemd. Dit is een heide- en stuifzandgebied met eiken en dennenbomen van ongeveer 10 ha, waar de cadetten van de Koninklijke Militaire Academie hun oefeningen hielden. Ten noorden hiervan ligt het Galgeveld, een bosaanplant met voornamelijk grove den, waarin zich een landbouwenclave bevindt.
De Teteringse Heide ligt nabij het voormalige Galgenveld,  waar nog in de 19e eeuw doodstraffen door ophanging voltrokken werden.
Ten westen van het gebied ligt Jeugddorp Maria Rabboni, voorheen Stichting Juzt, opgericht door de Dominicanessen van Bethanië en was oorspronkelijk het landgoed Rustenburg.
In het noorden vindt men de Oosterheide en ten oosten van het gebied ligt Boswachterij Dorst.
Inmiddels is het niet meer stichting Juzt maar de Goirlese stichting Sterkhuis (hulpverlening jeugd en gezin), die met verschillende panden en doelgroepen nu ook gevestigd zijn op Laanzicht (het voormalige Maria Rabboni) aan de Donkerstraat. 
In het gebied is een gemarkeerde wandelroute uitgezet.